# Pâtisserie de la Gare

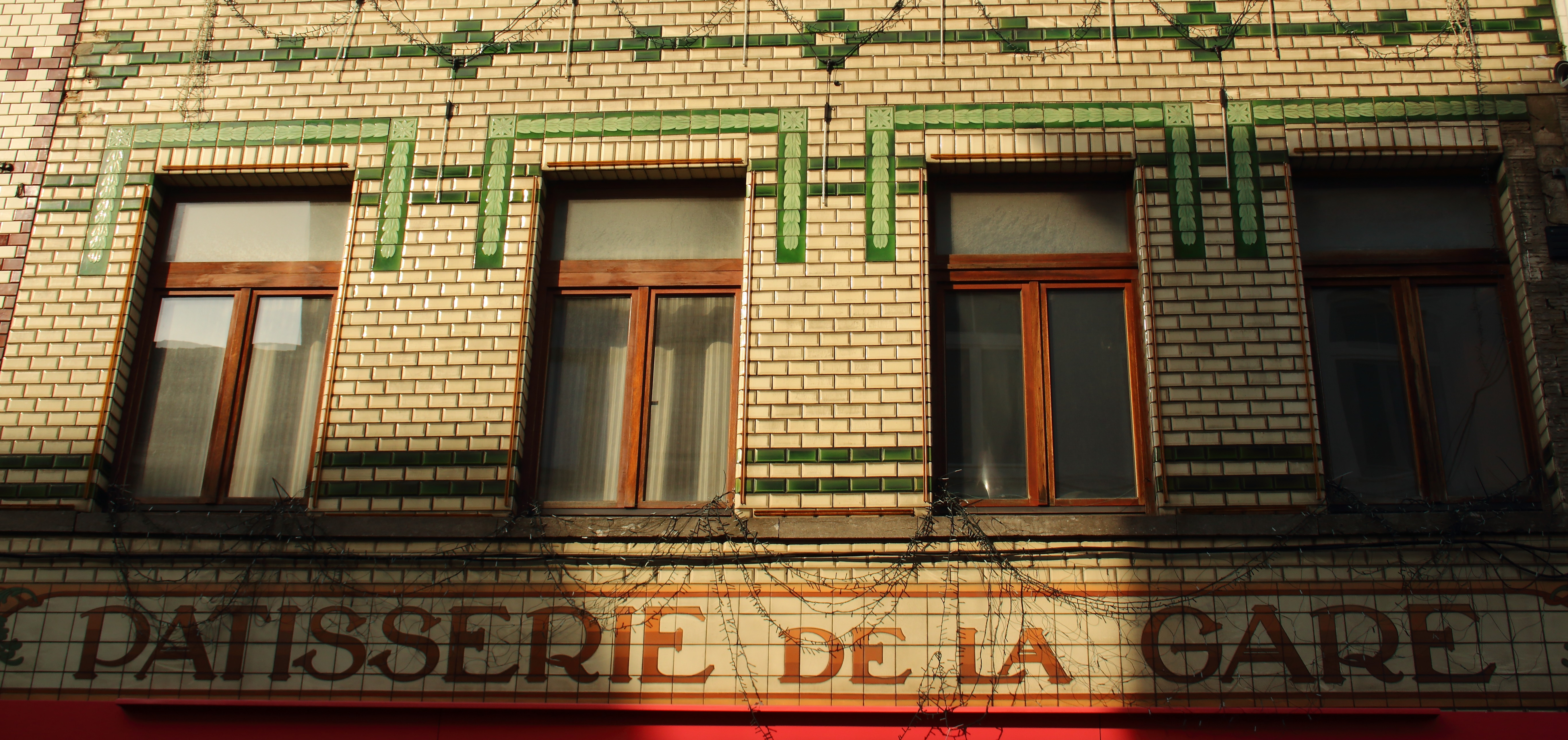
Pâtisserie de la Gare

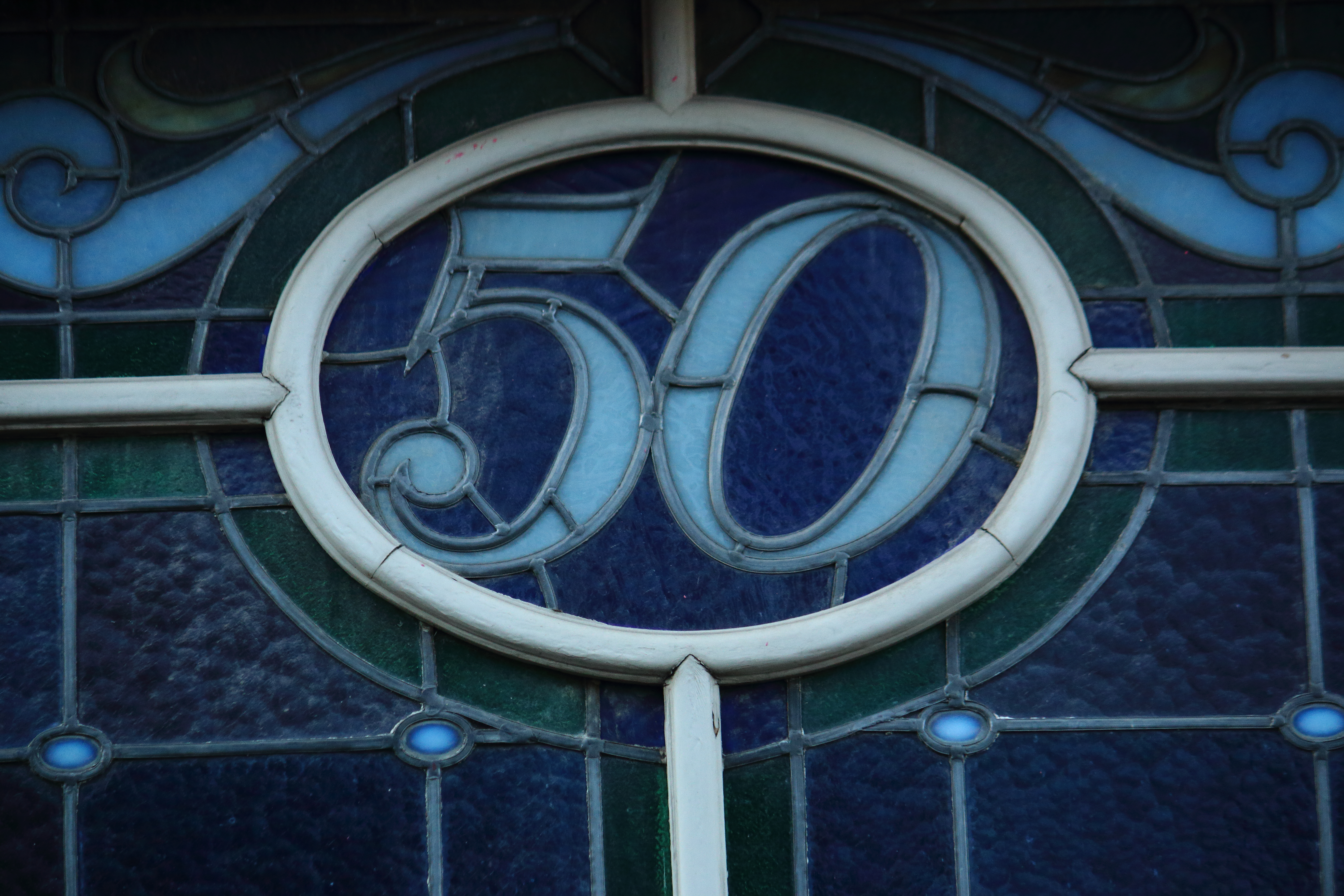
Huisnummer in glas-in-lood

Pâtisserie de la Gare is een historisch pand in de Stationsstraat in het Belgische Zottegem. Het pand bevindt zich op nummer 50. De gevel van het huis is bezet met faience in geel en groen. Op de gevel staat in glazuurstenen het opschrift Opschrift Patisserie de la Gare. Pâtisserie de la Gare valt op door de sierlijke winkelpui in art nouveau-stijl. In het pand was door de jaren heen steeds een bakkerij gevestigd; de huidige uitbater is bakker Wim Goossens, broer van kok Peter Goossens. In 2021 werd het pand gerestaureerd (met behoud van de art nouveau-elementen zoals het glas-in-lood) en werd er ook een koffiebar in geopend.